# فلوری ردفورد
فلوری ردفورد (انگلیسی: Florrie Redford) بازیکن سابق فوتبال اهل انگلستان بود. او برای دک، کر لیدیز یکی از اولین تیم‌های حرفه‌ای فوتبال زنان انگلستان بازی می‌کرد. او در سال ۱۹۲۱، زمانی که در مجموع ۱۷۰ گل به ثمر رساند، بهترین گلزن باشگاه شد.